# 春うららかな書房
株式会社春うららかな書房（はるうららかなしょぼう）は、東京都中央区に本社を置く全国のインターネット喫茶・まんが喫茶やコミックレンタル店へ書籍の供給を行う会社。

## 沿革
- 1985年3月 - 有限会社越美資源を設立。
- 1987年9月 - 中古本の小売展開を開始。
- 1994年1月 - 有限会社春うららかな書房へ商号変更。
- 1996年3月 - 中古本の卸し売りを開始。
- 1997年9月 - インターネットによる通信販売を開始。
- 2000年10月 - 株式会社春うららかな書房に組織変更。
- 2005年7月22日 - 日本証券業協会グリーンシートに登録。
- 2007年2月 - コミックレンタル代行店・協和出版販売株式会社との業務提携。
- 2007年3月 - 中部杉山商事株式会社との業務提携。
- 2007年8月 - 漫画レビュー買取りサイト「ほんのきもち」を開始。